# دهستان الاتسکیوی
دهستان الاتسکیوی (به لاتین: Alatskivi Parish) یک دهستان در استونی است که در شهرستان تارتو واقع شده‌است.